# State of Origin 1985
Die State of Origin Series 1985 waren die sechste Ausgabe des Rugby-League-Turniers State of Origin. Es bestand aus drei Spielen, die zwischen dem 28. Mai und dem 23. Juli stattfanden. New South Wales gewann die Series 2-1.

## Spiel 1
| 28. Mai | Queensland Maroons         | 2 : 18        | New South Wales Blues                                                         | Lang Park, Brisbane Zuschauer: 33.011 Schiedsrichter: Kevin Roberts |
| 28. Mai | Straftritte: Meninga (1/2) | (2:4) Bericht | Versuche: O’Connor (2) Erhöhungen: O’Connor (1/2) Straftritte: O’Connor (4/4) | Lang Park, Brisbane Zuschauer: 33.011 Schiedsrichter: Kevin Roberts |

| 1  | Colin Scott  |
| 2  | John Ribot   |
| 3  | Mal Meninga  |
| 4  | Chris Close  |
| 5  | Dale Shearer |
| 6  | Wally Lewis  |
| 7  | Mark Murray  |
| 8  | Bob Lindner  |
| 9  | Paul McCabe  |
| 10 | Paul Vautin  |
| 11 | Dave Brown   |
| 12 | Greg Conescu |
| 13 | Greg Dowling |

| 1                  | Garry Jack       |
| 2                  | Eric Grothe      |
| 3                  | Michael O’Connor |
| 4                  | Chris Mortimer   |
| 5                  | John Ferguson    |
| 6                  | Brett Kenny      |
| 7                  | Steve Mortimer   |
| 8                  | Wayne Pearce     |
| 9                  | Peter Wynn       |
| 10                 | Noel Cleal       |
| 11                 | Steve Roach      |
| 12                 | Ben Elias        |
| 13                 | Pat Jarvis       |
| Auswechselspieler: |                  |
| 15                 | Peter Tunks      |

## Spiel 2
| 11. Juni | New South Wales Blues                                                                                           | 21 : 14        | Queensland Maroons                                                             | Sydney Cricket Ground, Sydney Zuschauer: 39.068 Schiedsrichter: Barry Gomersall |
| 11. Juni | Versuche: Elias, Kenny, Mortimer Erhöhungen: O’Connor (2/2) Straftritte: O’Connor (2/3) Dropgoals: O’Connor (1) | (12:8) Bericht | Versuche: French, Lindner Erhöhungen: Meninga (1/2) Straftritte: Meninga (2/2) | Sydney Cricket Ground, Sydney Zuschauer: 39.068 Schiedsrichter: Barry Gomersall |

| 1                  | Garry Jack       |
| 2                  | Eric Grothe      |
| 3                  | Michael O’Connor |
| 4                  | Chris Mortimer   |
| 5                  | John Ferguson    |
| 6                  | Brett Kenny      |
| 7                  | Steve Mortimer   |
| 8                  | Wayne Pearce     |
| 9                  | Peter Wynn       |
| 10                 | Noel Cleal       |
| 11                 | Steve Roach      |
| 12                 | Ben Elias        |
| 13                 | Pat Jarvis       |
| Auswechselspieler: |                  |
| 14                 | Steve Ella       |

| 1                  | Colin Scott           |
| 2                  | John Ribot            |
| 3                  | Mal Meninga           |
| 4                  | Chris Close           |
| 5                  | Dale Shearer          |
| 6                  | Wally Lewis           |
| 7                  | Mark Murray           |
| 8                  | Bob Lindner           |
| 9                  | Wally Fullerton-Smith |
| 10                 | Paul Vautin           |
| 11                 | Dave Brown            |
| 12                 | Greg Conescu          |
| 13                 | Greg Dowling          |
| Auswechselspieler: |                       |
| 14                 | Tony Currie           |
| 15                 | Ian French            |

## Spiel 3
| 23. Juli | Queensland Maroons                                                                        | 20 : 6        | New South Wales Blues                     | Lang Park, Brisbane Zuschauer: 18.825 Schiedsrichter: Barry Gomersall |
| 23. Juli | Versuche: Shearer (2), French, Ribot Erhöhungen: Meninga (1/4) Straftritte: Meninga (1/2) | (6:0) Bericht | Versuche: Ella Erhöhungen: O’Connor (1/1) | Lang Park, Brisbane Zuschauer: 18.825 Schiedsrichter: Barry Gomersall |

| 1                  | Colin Scott           |
| 2                  | John Ribot            |
| 3                  | Mal Meninga           |
| 4                  | Chris Close           |
| 5                  | Dale Shearer          |
| 6                  | Wally Lewis           |
| 7                  | Mark Murray           |
| 8                  | Paul Vautin           |
| 9                  | Wally Fullerton-Smith |
| 10                 | Ian French            |
| 11                 | Dave Brown            |
| 12                 | Greg Conescu          |
| 13                 | Greg Dowling          |
| Auswechselspieler: |                       |
| 14                 | Tony Currie           |
| 15                 | Cavill Heugh          |

| 1                  | Garry Jack       |
| 2                  | John Ferguson    |
| 3                  | Chris Mortimer   |
| 4                  | Michael O’Connor |
| 5                  | Eric Grothe      |
| 6                  | Brett Kenny      |
| 7                  | Des Hasler       |
| 8                  | Wayne Pearce     |
| 9                  | David Brooks     |
| 10                 | Peter Wynn       |
| 11                 | Steve Roach      |
| 12                 | Ben Elias        |
| 13                 | Pat Jarvis       |
| Auswechselspieler: |                  |
| 14                 | Steve Ella       |
| 15                 | Tony Rampling    |

## Man of the Match
| Spiel | Man of the Match      |
| ----- | --------------------- |
| 1     | Peter Wynn            |
| 2     | Wally Lewis           |
| 3     | Wally Fullerton-Smith |